# Cocardes
Les Cocardes sont un cycle de trois mélodies de Francis Poulenc sur un texte de Jean Cocteau composées en 1919 pour voix et petit ensemble instrumental ou piano.

## Présentation
Les Cocardes sont trois mélodies d'après Cocteau composées en 1919 dont les vers s'enchaînent aux suivants par leurs dernières syllabes, à l'instar de leurs titres, : 
1. Miel de Narbonne ;
2. Bonne d'enfant ;
3. Enfant de troupe.

L’œuvre est composée à l'origine pour voix et un ensemble instrumental constitué d'un violon, d'un cornet à pistons, d'un trombone, d'un triangle et d'une grosse caisse,, mais il existe également une version avec accompagnement au piano.
La durée moyenne d'exécution du cycle, dédié à Georges Auric, est de six minutes environ. La partition est éditée par Eschig.
Cocardes est créé à la Comédie des Champs-Élysées le 21 février 1920 par le ténor Alexandre Koubitzky lors d'un concert-spectacle imaginé par Jean Cocteau, au cours duquel étaient également données les premières du Bœuf sur le toit de Darius Milhaud, d'Adieu, New York !, fox-trot de Georges Auric, et des Trois petites pièces montées d'Erik Satie,. 
Pour Poulenc, ces mélodies, dont l'esprit évoque Parade de Satie, sont « avant tout très Paris, atmosphère retour de courses ». Le compositeur, qui considérait que c'était son œuvre « la plus Groupe des Six », recommande de « chanter ce cycle sans ironie. L'essentiel, c'est de croire aux mots qui s'envolent comme un oiseau, d'une branche à une autre », et de se représenter « Médrano de 1920, Paris d'avant 1914 (la bande à Bonnot, quoi !), Marseille de 1918 [...]. Je range Cocardes dans mes « œuvres Nogent » avec une odeur de frites, d'accordéon, de parfum Piver ».
Dans le catalogue des œuvres de Poulenc, la pièce porte le numéro FP 16.